# Гражданская корона

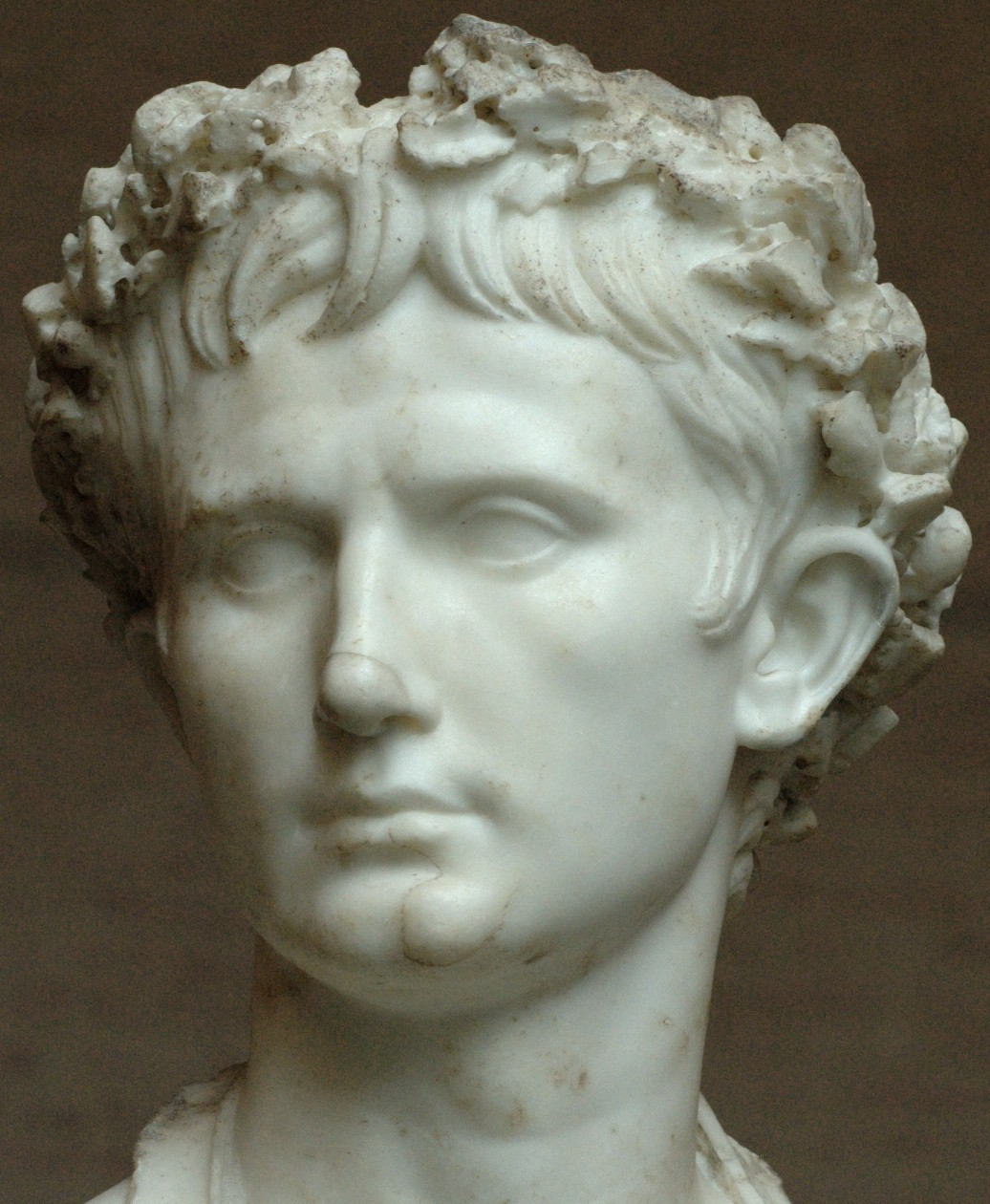
Скульптура Октавиана Августа, изображённого в гражданской короне

Гражда́нская коро́на (лат. Corona civica) — вторая по значимости военная награда в Древнем Риме.
Представляла собой венок из дубовых листьев. Гражданская корона вручалась за вклад в сохранение жизней солдат. После реформ Суллы всякий, удостоившийся гражданской короны, получал также и место в сенате. Закон также обязывал носить гражданскую корону на всех публичных собраниях. 
Октавиан Август был награждён гражданской короной за предотвращение очередной гражданской войны, что привело к сохранению жизней римских граждан. Впоследствии гражданская корона стала прерогативой и отличительным знаком римских императоров.